# 박종덕
박종덕(1985년 12월 8일~)은 대한민국의 컬링 선수이다. 강원특별자치도청 소속으로 활동하고 있다.